# Троїцький (Кілемарський район)
Тро́їцький (рос. Троицкий, марій. Троицкий) — виселок у складі Кілемарського району Марій Ел, Росія. Входить до складу Ардинського сільського поселення.

## Населення
Населення — 33 особи (2010; 23 у 2002).
Національний склад (станом на 2002 рік):
- марі — 96 %